# Slowakije op het Eurovisiesongfestival
Slowakije heeft sinds 1994 zeven keer deelgenomen aan het Eurovisiesongfestival.

## Overzicht
Slowakije verscheen in 1994, samen met landen als Polen en Hongarije, voor het eerst op het Eurovisiesongfestival. Aanvankelijk had Slowakije een jaar eerder al getracht mee te doen aan het liedjesfestijn, maar toen kwam het uiteindelijk niet door de Oost-Europese voorselectie. In 1994 was Slowakije dus wel van de partij en werd het vertegenwoordigd door Martin Ďurinda & Tublatanka met het nummer Nekonečná pieseň. Het resultaat was met een 19de plaats echter teleurstellend, waardoor Slowakije in 1995 bovendien moest thuisblijven. In 1996 werd een nieuwe poging gedaan, dit keer met het nummer Kým nás más van zanger Marcel Palonder. Ook ditmaal leverde het geen succes op. Palonder kwam niet verder dan de 18de plaats en weer moest Slowakije een jaar overslaan.
Zangeres Katarína Hasprová werd met het nummer Modlitba in 1998 de derde Slowaakse inzending. Het leek het land eindelijk eens een succesje op te leveren toen het van het eerste land bij de puntentelling, Kroatië, 8 punten kreeg. De veelbelovende start kreeg echter geen vervolg; alle volgende landen lieten Hasprová links liggen en zo eindigde Slowakije met slechts 8 punten op de 21e plaats.
Tussen 1998 en 2009 was Slowakije niet van de partij op het Eurovisiesongfestival. De matige prestaties en de financiële positie van STV, de publieke omroep van Slowakije, zouden daar de oorzaak van zijn. In 2007 leek de STV echter weer interesse te hebben om deel te nemen aan het jaarlijkse liedjesfestijn. De omroep zond het Eurovisiesongfestival 2007 uit om in 2008 terug te kunnen keren. Het financiële plaatje bleek echter toch door te wegen en de omroep paste alsnog voor de editie in 2008. 

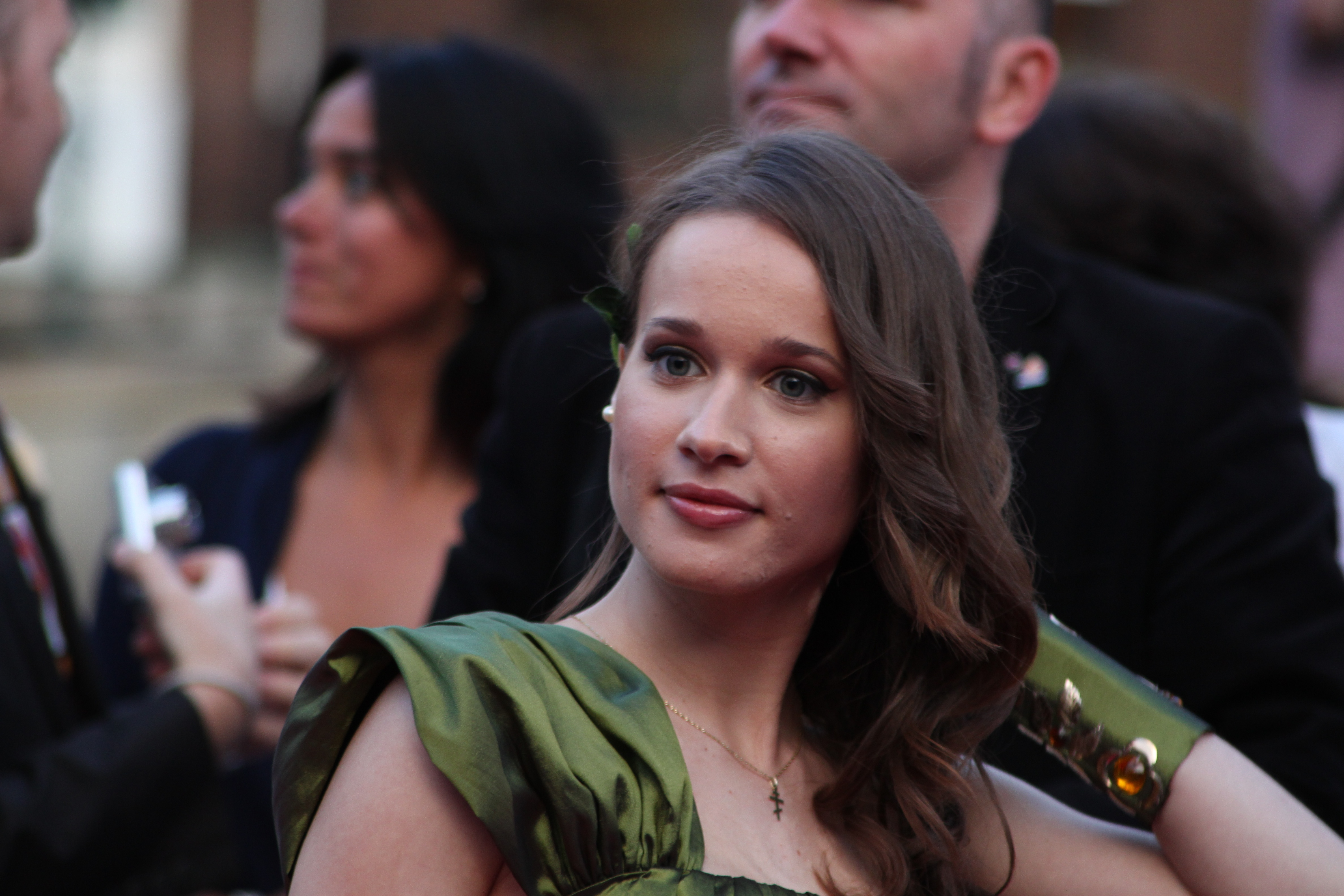
Kristína trad voor Slowakije aan op het Eurovisiesongfestival 2010 in Oslo

In 2009 was de Slowaakse omroep opnieuw paraat voor het Songfestival in Moskou. Voor het eerst werd een nationale finale georganiseerd in plaats van de kandidaat intern aan te wijzen. In het wedstrijdreglement werd opgenomen dat alle kandidaten in het Slowaaks moesten zingen. Het resultaat in Moskou viel tegen met een achttiende plaats in de tweede halve finale. In 2010 behoorde het land volgens de peilingen tot een van de favorieten om het festival te winnen, maar zangeres Kristína liet het vocaal afweten en eindigde op de voorlaatste plaats in de eerste halve finale. Ook in 2011 en 2012 haalde het land de finale niet. In 2012 werd Slowakije zelfs laatste in de halve finale.
Sinds 2013 neemt Slowakije niet meer deel aan het Eurovisiesongfestival. De Slowaakse omroep heeft laten weten het geld voor een songfestivaldeelname liever te willen investeren in nationale producties.

## Slowaakse deelnames
| Jaar | Artiest                         | Titel                 | Fin. | Ptn. | Semi | Ptn. | Taal     |
| ---- | ------------------------------- | --------------------- | ---- | ---- | ---- | ---- | -------- |
| 1994 | Martin Ďurinda & Tublatanka     | Nekonečná pieseň      | 19   | 15   |      |      | Slowaaks |
| 1996 | Marcel Palonder                 | Kým nás más           | 18   | 19   |      |      | Slowaaks |
| 1998 | Katarína Hasprová               | Modlitba              | 21   | 8    |      |      | Slowaaks |
| 2009 | Kamil Mikulčík & Nela Pocisková | Leť tmou              | X    | X    | 18   | 8    | Slowaaks |
| 2010 | Kristína                        | Horehronie            | X    | X    | 16   | 24   | Slowaaks |
| 2011 | TWiiNS                          | I'm still alive       | X    | X    | 13   | 48   | Engels   |
| 2012 | Max Jason Mai                   | Don't close your eyes | X    | X    | 18   | 22   | Engels   |

| Kleur | Betekenis      |
| ----- | -------------- |
|       | Eerste plaats  |
|       | Tweede plaats  |
|       | Derde plaats   |
|       | Laatste plaats |
|       | Gastland       |

## Twaalf punten gegeven en gekregen door Slowakije

### Gegeven
(vetgedrukte landen waren de winnaar van dat jaar)
| Jaar | Soort | Show         | Land                  |
| ---- | ----- | ------------ | --------------------- |
| 1994 |       | Finale       | Kroatië               |
| 1996 |       | Finale       | Malta                 |
| 1998 |       | Finale       | Malta                 |
| 2009 |       | Halve finale | Azerbeidzjan          |
| 2009 |       | Finale       | Estland               |
| 2010 |       | Halve finale | Malta                 |
| 2010 |       | Finale       | Duitsland             |
| 2011 |       | Halve finale | Bosnië en Herzegovina |
| 2011 |       | Finale       | Oekraïne              |
| 2012 |       | Halve finale | Zweden                |
| 2012 |       | Finale       | Zweden                |

### Gekregen
| Aantal | Land     | Wanneer             |
| ------ | -------- | ------------------- |
| 1      | Malta    | 1994 (Finale)       |
| 1      | Oekraïne | 2011 (Halve Finale) |

1994 · 1995 · 1996 · 1997 · 1998 · 1999-2008 · 2009 · 2010 · 2011 · 2012 · 2013-2025